# آلیس ایگلی
آلیس ایگلی (انگلیسی: Alice Eagly; ۱۹۳۸ (۸۶–۸۷ سال) –) استاد بازنشسته روان‌شناسی در دانشگاه نورث‌وسترن است. او همچنین عضو مؤسسه تحقیقات سیاست در دانشگاه نورث وسترن است. تمرکز اصلی تحقیقاتی او روان‌شناسی اجتماعی و همچنین روان‌شناسی شخصیت و روان‌شناسی صنعتی و سازمانی است. او در سال ۲۰۲۲ به عنوان عضو آکادمی ملی علوم انتخاب شد.